# Dagmar Ophardt
Dagmar Ophardt (20 maggio 1965) è un'ex schermitrice tedesca, vincitrice di una medaglia d'argento ai campionati mondiali di scherma.